# Дилейни, Джозеф
Джо́зеф Генри Диле́йни (англ. Joseph Henry Delaney; 25 июля 1945, Престон, Ланкашир, Англия — 16 августа 2022) — английский писатель, автор книг в жанре фэнтези и фантастики. Долгое время работал преподавателем английского языка в колледже, начав карьеру писателя лишь в конце 1990-х.

## Биография
Родился в 1945 году, в Престоне, графство Ланкашир, Англия. Он учился в престижной гимназии Regent House в Ньютаунардсе (Северная Ирландия), позднее закончил Ланкастерский университет.
Проработав некоторое время в качестве ученика инженера, Дилэйни решил стать учителем английского языка в Blackpool Sixth Form College, где он помог организовать факультет СМИ и кинематографии. Во время своего пребывания там он начал писать. Карьера писателя началась с выпуска эротического научно-фантастического триллера «Mercer’s Whore», написанного под псевдонимом J.K. Haderack. В конце концов, он добился своего наибольшего успеха после выхода серии романов «Ученик Ведьмака» (The Wardstone Chronicles /The Last Apprentice).
Большинство мест в книгах основаны на реальных местах в Ланкашире. Вдохновение на писателя часто исходило от местных историй и легенд о призраках.
Дилейни в конце концов ушёл из преподавания, чтобы посвятить написанию книг полный рабочий день. У него было трое детей и семь внуков. Он был прекрасным оратором на конференциях, библиотечных выставках и выставках в книжных магазинах.
Скончался Дилейни 16 августа 2022 года.

## Кинематограф
- Экранизация романа «Ученик Ведьмака», получившая название «Седьмой сын», вышла на экраны 1 января 2015 года. Режиссёром фильма стал Сергей Бодров-старший, Томаса Уорда играет Бен Барнс, мастера Грегори — Джефф Бриджес, а ведьму — Джулианна Мур.